# زبان انتسی
زبان انتسی یکی از زبان‌های اورالی از شاخه زبان‌های سموئیدی رایج در منطقه سفلای رود ینی‌سئی در سرزمین کراسنویارسک کشور روسیه است که به دو گویش متفاوت ویژه مردم انتس ساکن در مناطق جنگلی و توندرا تقسیم می‌شود. زبان فوق که بیش از هفتاد تن گویشور ندارد یک زبان پیوندی است. این زبان تا پیش از سال ۱۹۸۰ فاقد کتابت بوده و از آن تاریخ بر اساس الفبای سیریلیک گونه‌ای خط برای آن ابداع شده است.

## پیوندی به بیرون
- گزارش اتنولوگ برای زبان انتسی مناطق جنگلی
- گزارش اتنولوگ برای زبان انتسی توندرا
- کتاب سرخ مردم امپراتوری روسیه
- Bibliography مطالعات مردم انتس
- زبانشناسی انتسی